# برج کبوتر صفرعلی ترکیان
برج استاد حاج صفرعلی ترکیان مربوط به دوره قاجار است و در شهرستان خمینی‌شهر، بخش مرکزی، روستای ولاشان، واقع شده و این اثر در تاریخ ۱۶ اسفند ۱۳۸۴ با شمارهٔ ثبت ۱۴۴۲۲ به‌عنوان یکی از آثار ملی ایران به ثبت رسیده‌است.